# 名立谷浜サービスエリア

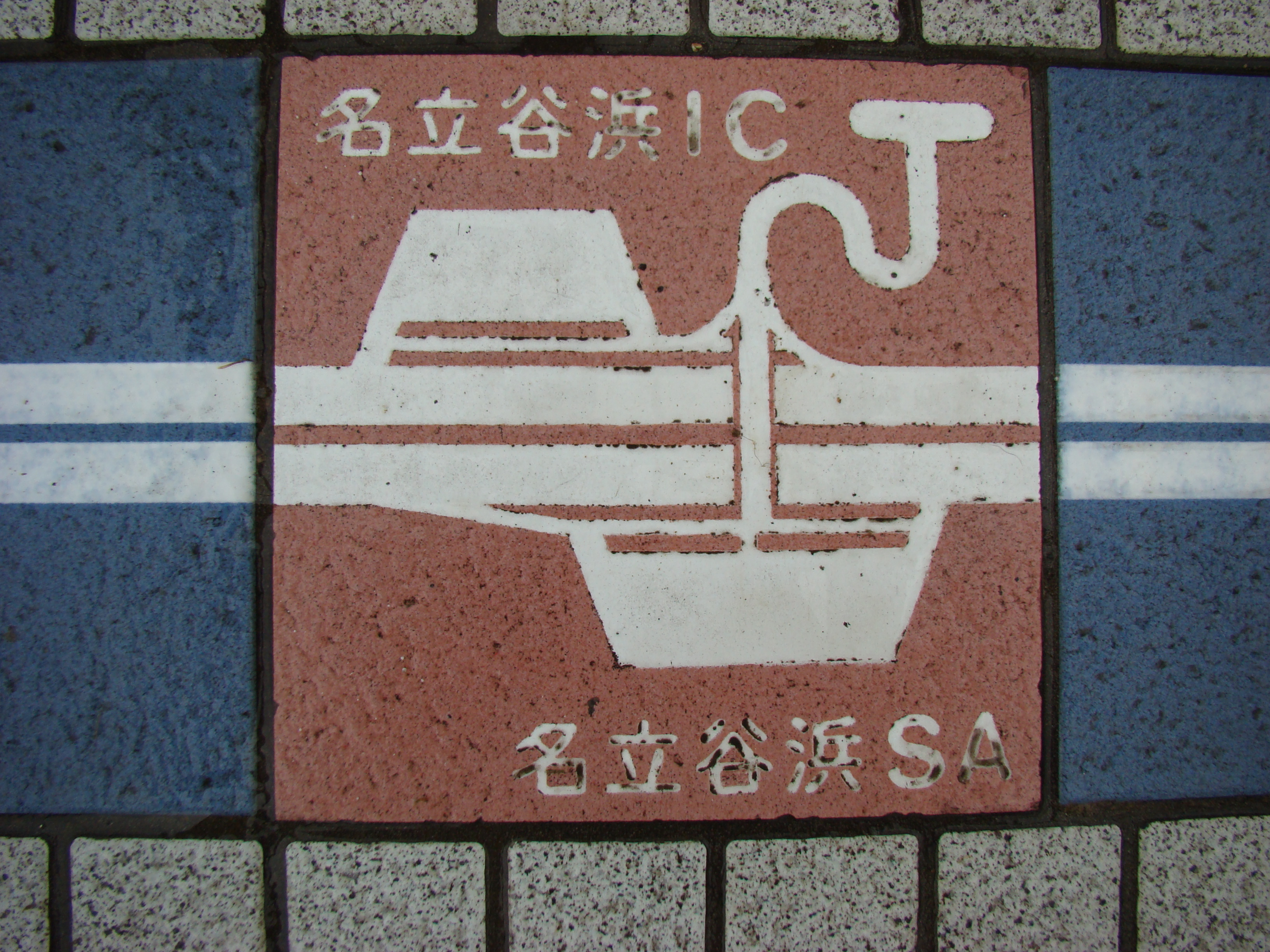
名立谷浜SAの形状。画像左は能生IC方面、画像右は上越JCT方面。他のタイルの色は青いものの、当SAのタイルのみベージュとなっている。2009年（平成21年）撮影。

名立谷浜サービスエリア（なだちたにはまサービスエリア）は、新潟県上越市にある北陸自動車道のサービスエリアである。名立谷浜ICに併設されている。

## 概要
上下線共にサービスエリアからインターチェンジの料金所に流出が可能であるが、上り線（米原方面）側は平面Y字型のインターチェンジの平面交差部に流出用の道路が接続されているため、信号機が設置されている。
インターチェンジから流入の際、上り線、下り線（新潟方面）共にサービスエリアの利用ができない。
また、北陸自動車道のサービスエリアでは唯一レストランが設置されていない。
2014年（平成26年）3月28日に、上下線ともにリニューアルオープンした。

## 施設

### 上り線（米原方面）
- 駐車場
  - 大型 31台
  - 小型 54台
- トイレ
  - 男性 大3（和式1・洋式2）・小10
  - 女性 10（和式2・洋式8）
    - 同伴の男児用 1

  - 車椅子用 1
- ガソリンスタンド（apollostation（東日本宇佐美）、24時間）
- 給電スタンド（24時間）
- 名立谷浜バスストップ
- スナック（7:00-21:00）
- ショッピング（7:00-21:00）
- 自動販売機
- ハイウェイ情報ターミナル

### 下り線（新潟方面）
- 駐車場
  - 大型 30台
  - 小型 54台
- トイレ
  - 男性 大3（和式1・洋式2）・小10
  - 女性 10（和式2・洋式8）
    - 同伴の男児用 1

  - 車椅子用 1
- ガソリンスタンド（apollostation（東日本宇佐美）、24時間）
  - 上信越道へ向かう場合、次の給油施設は約90km先の松代PAまでない。
- 給電スタンド（24時間）
- 名立谷浜バスストップ
- スナック（7:00-21:00）
- ショッピング（7:00-21:00）
- 自動販売機
- ハイウェイ情報ターミナル

### 名立谷浜バスストップ
SA内に高速バス停留所が設置されている。

### 停車路線

ときライナー路線図

- 【ときライナー】Ｉ 糸魚川線
能生BS - 名立谷浜BS - 木田BS

## タイルと記念碑
- かつて当SAには北陸自動車道のすべてのインターチェンジ・ジャンクション・サービスエリア・パーキングエリアの形状をほぼ忠実に描いた青いタイルが物販施設前の床に設置されていた。また、下り線には建物前の広場に絵タイルによる歩道板で北陸地方や日本海を中心に豊かな海産物などをあしらった地図が描かれていた[2]。タイルは約15cm四方の正方形である。いずれも2017年のタイル張替え時に撤去された。
- 営業路線としての北陸自動車道は米原JCT - 新潟中央JCT間であるが、磐越自動車道の新潟中央ICのタイル[3]や現在日本海東北自動車道である新潟中央JCT - 新潟空港IC間のタイルも設置されていた[4]。新たに供用開始したインターチェンジやジャンクションの分はその都度タイルが新設されていた。ただし、緊急進入路などの道路維持管理施設や、本線に直結するバスストップやパーキングエリア内に増設されたスマートインターチェンジの形状は追加修正されておらず、また米原JCTと米原ICの間に設置されていた米原本線料金所のタイルは修正されなかった。
- このほか、エリア内には北陸自動車道全線開通の碑が建立されている[2]。加藤僖一の揮毫による碑石とともに、北陸自動車道の通る滋賀県・福井県・石川県・富山県・新潟県の県土の形を抽象的に模した5個の石碑と日本海を表す石敷きの地面で日本海と北陸自動車道による5県の相互発展を表しており、こちらはタイル撤去後も存置されている。
- 高架水槽には、3m四方の大時計が設置されていた。この時計は下方からスポット照明、針、目盛りに発光ダイオードを用い昼夜とも見ることが出来る他、1日に4回チャイム時報を流す。上下線SA、本線から眺められた[5]。こちらも現在は撤去されている。

## 隣
E8 北陸自動車道
(30)能生IC - (31)名立谷浜IC/SA - (31-1)上越JCT